# Manfred Einenkel
Manfred Einenkel (* 5. Februar 1919 in Leipzig; † unbekannt) war ein deutscher Funktionär und Politiker der DDR-Blockpartei LDPD.

## Leben
Einenkel war der Sohn eines Angestellten, besuchte die Realschule und die Höhere Technische Lehranstalt in Leipzig und war danach als Maurer tätig. Von 1950 bis 1952 war er Verwaltungsbezirksleiter in Leipzig und danach in verschiedenen leitenden Positionen, insbesondere als stellvertretender Vorsitzender des Rates des Kreises Stadtroda
tätig.

## Politik
Er trat der in der Sowjetischen Besatzungszone neugegründeten LDPD bei und wurde 1947 Geschäftsführer des LDPD-Kreisverbandes Leipzig, 1952 Vorsitzender des Kreisverbandes Leipzig-Stadt und stellvertretender Vorsitzender des Bezirksverbandes Leipzig der LDPD. Nach seinem Umzug nach Stadtroda wurde er Vorsitzender des dortigen Kreisverbandes der LDPD und stellvertretender Vorsitzender der LDBD im Bezirk Gera. In der Wahlperiode von 1954 bis 1958 war er Mitglied der LDPD-Fraktion in der Volkskammer der DDR.